# Ломбард, Андре
Андре Ломбард (нем. André Lombard; 19 сентября 1950, Берн) — швейцарский шахматист, международный мастер (1976).
Пятикратный чемпион Швейцарии (1969—1970, 1973—1974, 1977). В составе национальной сборной участник 5-и Олимпиад (1970—1978). Участник межзонального турнира в Биле (1976) — 19-е место.

## Изменения рейтинга
| Графики недоступны из-за технических проблем. См. информацию на Фабрикаторе и на mediawiki.org. |